# 24 Horas de Le Mans de 1977
As 24 Hours of Le Mans de 1977 foi o 45º grande prêmio automobilístico das 24 Horas de Le Mans, tendo acontecido nos dias 11 e 12 de junho 1977 em Le Mans, França no autódromo francês, Circuit de la Sarthe.

## Resultados Finais

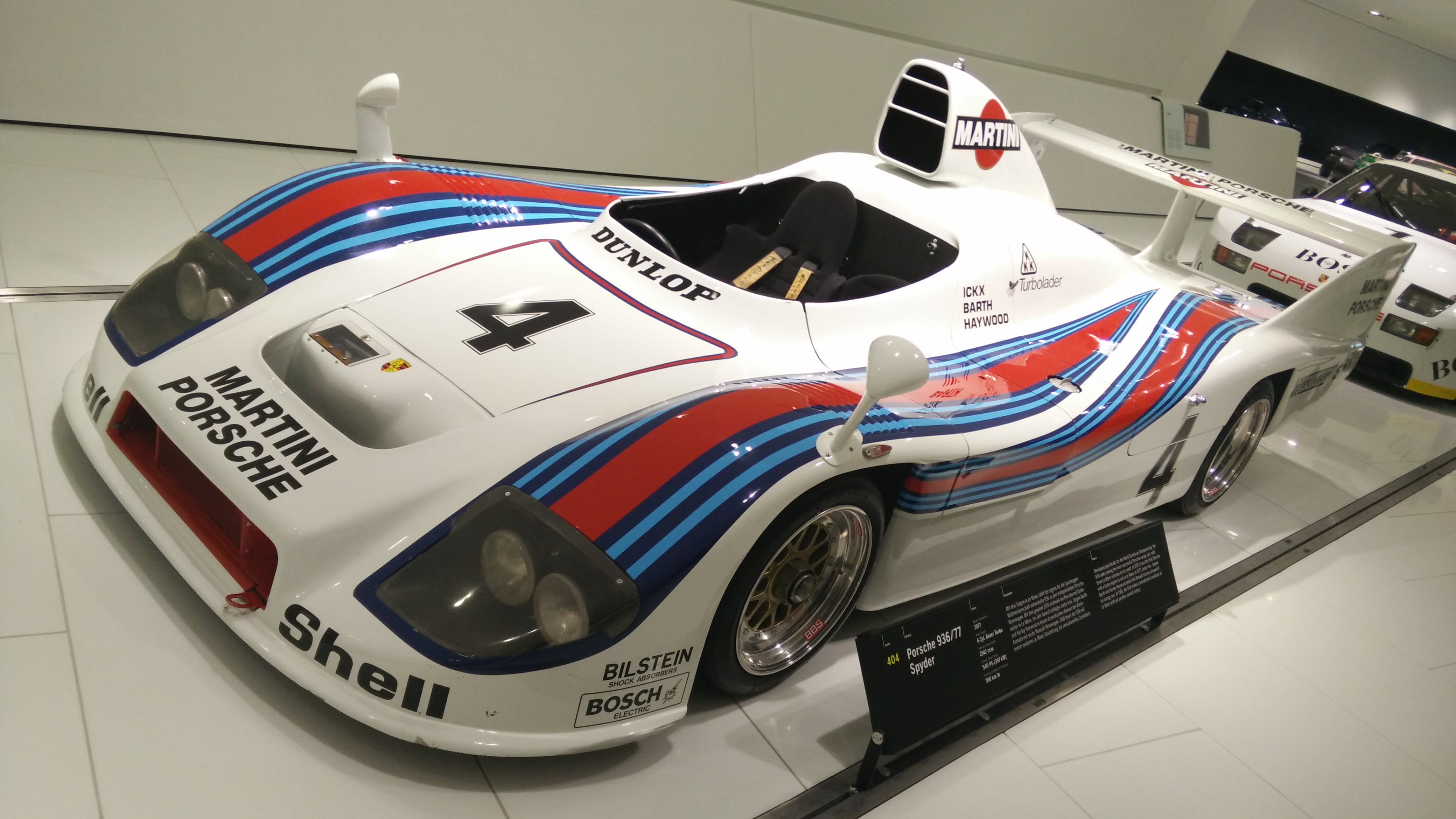
1. 4 Porsche 936/77

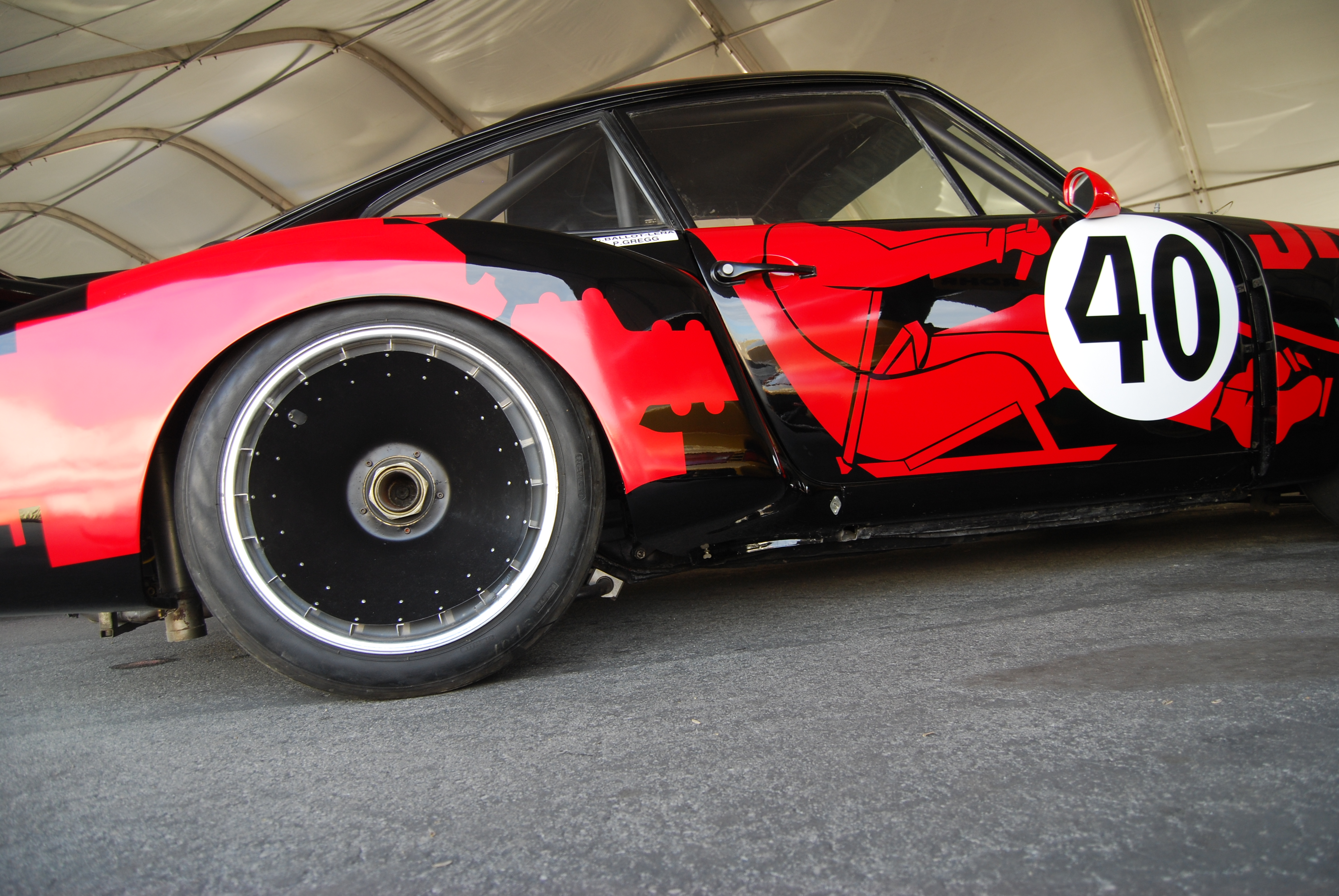
1. 40 Porsche 935

| Pos    | Class  | Nº | Equipe                                 | Pilotos                                                       | Chassis                 | Motor                              | Voltas |
| ------ | ------ | -- | -------------------------------------- | ------------------------------------------------------------- | ----------------------- | ---------------------------------- | ------ |
| 1      | S +2.0 | 4  | Martini Racing Porsche System          | Jürgen Barth Hurley Haywood Jacky Ickx                        | Porsche 936/77          | Porsche Type-935 2.1L Turbo Flat-6 | 342    |
| 2      | S +2.0 | 10 | Grand Touring Cars Inc. Mirage Renault | Vern Schuppan Jean-Pierre Jarier                              | Mirage GR8              | Renault 2.0L Turbo V6              | 331    |
| 3      | Gr.5   | 40 | JMS Racing / ASA Cachia                | Claude Ballot-Léna Peter Gregg                                | Porsche 935             | Porsche Type-935 2.9L Turbo Flat-6 | 315    |
| 4      | GTP    | 88 | Inaltera                               | Jean Ragnotti Jean Rondeau                                    | Inaltera LM77           | Ford Cosworth DFV 3.0L V8          | 315    |
| 5      | S +2.0 | 5  | Alain de Cadenet                       | Alain de Cadenet Chris Craft                                  | De Cadenet-Lola LM      | Ford Cosworth DFV 3.0L V8          | 315    |
| 6      | S 2.0  | 20 | Racing Organisation Course (ROC)       | Michel Pignard Albert Dufréne Jacques Henry                   | Chevron B36             | ROC-Chrysler 2.0L I4               | 303    |
| 7      | GT     | 58 | Porsche Kremer Racing                  | Bob Wollek "Steve" Philippe Gurdjian                          | Porsche 934             | Porsche 3.0L Turbo Flat-6          | 298    |
| 8      | IMSA   | 71 | Luigi Racing                           | Jean Xhenceval Pierre Dieudonné Spartaco Dini                 | BMW 3.0CSL              | BMW 3.2L I6                        | 291    |
| 9      | IMSA   | 50 | Hervé Poulain                          | Hervé Poulain Marcel Mignot                                   | BMW 320i                | BMW 2.0L I4                        | 287    |
| 10     | IMSA   | 61 | Christian Gouttepifre                  | Christian Gouttepifre Philippe Malbran Alain Leroux           | Porsche 911 Carrera RS  | Porsche 3.0L Flat-6                | 281    |
| 11     | S +2.0 | 2  | Inaltera                               | Lella Lombardi Christine Beckers                              | Inaltera LM77           | Ford Cosworth DFV 3.0L V8          | 279    |
| 12     | IMSA   | 70 | JMS Racing / ASA Cachia                | Simon De Lautour Jean-Pierre Delaunay Jacques Guérin          | Porsche 911 Carrera RSR | Porsche 3.0L Flat-6                | 275    |
| 13     | S +2.0 | 1  | Inaltera                               | Jean-Pierre Beltoise Al Holbert                               | Inaltera LM77           | Ford Cosworth DFV 3.0L V8          | 275    |
| 14     | IMSA   | 79 | Ravenel Fréres                         | Jean-Louis Ravenel Jean Ravenel Jean-Marie Détrin             | Porsche 911 Carrera RS  | Porsche 3.0L Flat-6                | 274    |
| 15     | GTP    | 86 | WM A.E.R.E.M.                          | Marcel Mamers Jean-Daniel Raulet Xavier Mathiot               | WM P76                  | Peugeot PRV 2.7L V6                | 274    |
| 16     | IMSA   | 75 | North American Racing Team (NART)      | François Migault Lucien Guitteny                              | Ferrari 365 GT4/BB      | Ferrari 4.4L Flat-12               | 268    |
| 17     | GTP    | 83 | SAS Robin Hamilton                     | Robin Hamilton David Preece Mike Salmon                       | Aston Martin DBS V8     | Aston Martin 5.3L V8               | 260    |
| 18     | Gr.5   | 47 | Anne-Charlotte Verney / BP             | Anne-Charlotte Verney René Metge Dany Snobeck Hubert Striebig | Porsche 911 Carrera RSR | Porsche 3.0L Flat-6                | 254    |
| 19     | GT     | 56 | JMS Racing / ASA Cachia                | Jean-Louis Bousquet Cyril Grandet Philippe Dagoreau           | Porsche 934             | Porsche 3.0L Turbo Flat-6          | 253    |
| 20     | IMSA   | 77 | / Wynn's International                 | Dennis Aase Robert Kirby John Hotchkis                        | Porsche 911 Carrera RSR | Porsche 3.0L Flat-6                | 246    |
| 21 NC  | S 2.0  | 31 | Dorset Racing Associates               | Ian Harrower Martin Birrane Ernst Berg Richard Down           | Lola T290/4S            | Ford Cosworth BDA 2.0L I4          | 212    |
| 22 DNF | Gr.5   | 39 | Gelo Racing Team                       | Toine Hezemans Tim Schenken Hans Heyer                        | Porsche 935             | Porsche Type-935 2.9L Turbo Flat-6 | 269    |
| 23 DNF | S +2.0 | 8  | Renault Sport                          | Patrick Depailler Jacques Laffite                             | Renault Alpine A442     | Renault 2.0L Turbo V6              | 289    |
| 24 DNF | GTX    | 96 | GVA Porsche Club Romand                | André Savary Jean-Robert Corthay Antoine Salamin              | Porsche 911 Carrera RS  | Porsche 3.0L Flat-6                | 211    |
| 25 DNF | IMSA   | 78 | Charles Ivey Racing                    | John Rulon-Miller John Cooper Peter Lovett                    | Porsche 911 Carrera RSR | Porsche 3.0L Flat-6                | 198    |
| 26 DNF | S +2.0 | 9  | Renault Sport                          | Jean-Pierre Jabouille Derek Bell                              | Renault Alpine A442     | Renault 2.0L Turbo V6              | 257    |
| 27 DNF | S 2.0  | 25 | Racing Organisation Course (ROC)       | Max Cohen-Olivar Alain Flotard Michel Dubois                  | Chevron B36             | ROC-Chrysler 2.0L I4               | 176    |
| 28 DNF | IMSA   | 80 | Bernard Béguin                         | Bernard Béguin René Boubet Jean-Claude Briavoine              | Porsche 911 Carrera RS  | Porsche 3.0L Flat-6                | 191    |
| 29 DNF | GTP    | 87 | Bernard Decure                         | Bernard Decure Jean-Luc Thérier "Cochise"                     | Alpine A310             | Renault PRV 2.7L V6                | 137    |
| 30 DNF | S 2.0  | 21 | P.P. Sauber AG / Fancy Racing          | Eugen Strähl Peter Bernhard                                   | Sauber C5               | BMW 2.0L I4                        | 161    |
| 31 DNF | GT     | 57 | Nicholas Koob                          | Nicholas Koob Willy Braillard Guillermo Ortega                | Porsche 934             | Porsche 3.0L Turbo Flat-6          | 116    |
| 32 DNF | GT     | 63 | Joël Laplacette                        | Joël Laplacette Yves Courage "Ségolen"                        | Porsche 911 Carrera     | Porsche 3.0L Flat-6                | 100    |
| 33 DNF | GTP    | 85 | WM A.E.R.E.M.                          | Marc Sourd Jean-Louis Lafosse Xavier Mathiot                  | WM P77                  | Peugeot PRV 2.7L Turbo V6          | 90     |
| 34 DNF | GT     | 59 | Schiller Racing Team                   | François Sérvanin Laurent Ferrier Franz Hummel                | Porsche 934             | Porsche 3.0L Turbo Flat-6          | 160    |
| 35 DNF | S +2.0 | 7  | Renault Sport                          | Patrick Tambay Jean-Pierre Jaussaud                           | Renault Alpine A442     | Renault 2.0L Turbo V6              | 158    |
| 36 DNF | S +2.0 | 14 | Daniel Broudy                          | Patrick Perrier Xavier Lapeyre                                | Lola T286               | Ford Cosworth DFV 3.0L V8          | 104    |
| 37 DNF | GT     | 60 | Schiller Racing Team                   | Claude Haldi Florian Vetsch Angelo Pallavicino                | Porsche 934             | Porsche 3.0L Turbo Flat-6          | 123    |
| 38 DNF | GT     | 55 | Escuderia Montjuich                    | Juan Fernández Eugenio Baturone Raphael Tarradas              | Porsche 934             | Porsche 3.0L Turbo Flat-6          | 115    |
| 39 DNF | Gr.5   | 48 | Thierry Perrier                        | Thierry Perrier Jean Belliard                                 | Porsche 911 Carrera     | Porsche 3.0L Flat-6                | 90     |
| 40 DNF | S 2.0  | 29 | Osella Squadra Corse                   | Alain Cudini Raymond Touroul Anna Cambiaghi                   | Osella PA5              | BMW 2.0L I4                        | 100    |
| 41 DNF | S 2.0  | 32 | André Chevalley                        | André Chevalley François Trisconi Wink Bancroft               | Cheetah G601            | BMW 2.0L I4                        | 93     |
| 42 DNF | GT     | 62 | Georges Bourdillat                     | Georges Bourdillat Bruno Sotty Alain-Michel Bernhard          | Porsche 911 Carrera     | Porsche 3.0L Flat-6                | 52     |
| 43 DNF | Gr.5   | 49 | Hubert Striebig / BP                   | Guy Chasseuil Hubert Striebig Helmut Kirchoffer               | Porsche 934/5           | Porsche Type-935 3.2L Turbo Flat-6 | 65     |
| 44 DNF | S +2.0 | 11 | Grand Touring Cars Inc. Mirage Renault | Sam Posey Michel Leclère                                      | Mirage GR8              | Renault 2.0L Turbo V6              | 58     |
| 45 DNF | GTP    | 89 | Team Esso Aseptogyl                    | Christine Dacremont Marianne Hoepfner                         | Lancia Stratos          | Ferrari Dino 2.4L Turbo V6         | 37     |
| 46 DNF | IMSA   | 76 | Jean-Claude Giroix / Garage du Bac     | "Dépnic" Jacques Coulon                                       | BMW 3.0CSL              | BMW 3.2L I6                        | 28     |
| 47 DNF | IMSA   | 72 | Luigi Racing                           | Tom Walkinshaw Eddy Joosen Claude de Wael                     | BMW 3.0CSL              | BMW 3.2L I6                        | 46     |
| 48 DNF | Gr.5   | 41 | Martini Racing Porsche System          | Rolf Stommelen Manfred Schurti                                | Porsche 935/77          | Porsche Type-935 2.9L Turbo Flat-6 | 52     |
| 49 DNF | S 2.0  | 28 | Jean-Marie Lemerle                     | Jean-Marie Lemerle Alain Levié Pierre-François Rousselot      | Lola T294               | ROC-Chrysler 2.0L I4               | 27     |
| 50 DNF | S 2.0  | 22 | Chandler Ibec International Team Lloyd | Tony Charnell Ian Bracey John Hine                            | Chevron B31             | Ford Cosworth FVD 2.0L I4          | 21     |
| 51 DNF | S +2.0 | 3  | Martini Racing Porsche System          | Jacky Ickx Henri Pescarolo                                    | Porsche 936/77          | Porsche Type-935 2.1L Turbo Flat-6 | 45     |
| 52 DNF | S 2.0  | 30 | G.V.E.A.                               | Georges Morand Christian Blanc Fréderic Alliot                | Lola T296               | Ford Cosworth BDG 2.0L I4          | 19     |
| 53 DNF | Gr.5   | 42 | Porsche Kremer Racing                  | John Fitzpatrick Guy Edwards Nick Faure                       | Porsche 935 K2          | Porsche Type-935 2.8L Turbo Flat-6 | 15     |
| 54 DNF | Gr.5   | 38 | Gelo Racing Team                       | Tim Schenken Toine Hezemans Hans Heyer                        | Porsche 935             | Porsche Type-935 2.8L Turbo Flat-6 | 15     |
| 55 DNF | S +2.0 | 16 | J. Haran de Chaunac                    | Didier Pironi René Arnoux Guy Fréquelin                       | Renault Alpine A442     | Renault 2.0L Turbo V6              | 0      |

Legenda :DNQ = Não largou - DNF = Abandono - NC = Não classificado - DSQ= Desqualificado